# Brand New Day (álbum de Sting)
Brand New Day es el sexto álbum solista de estudio del cantautor británico Sting, publicado el 27 de septiembre de 1999. Impulsado en gran medida por el éxito del segundo sencillo, "Desert Rose" (con la participación destacada del popular cantante argelino raï Cheb Mami), el álbum alcanzó el número nueve en el Billboard 200 y vendió más de 3,5 millones de copias en los Estados Unidos. Tras su lanzamiento, el disco fue un éxito comercial y de crítica, y fue aclamado como el regreso triunfal de Sting.
El álbum le valió a Sting un premio Grammy al Mejor Álbum Vocal Pop y su tercer Premio Grammy a la Mejor Interpretación Vocal Pop Masculina por la canción principal.

## Origen
Originalmente el productor habitual de Sting, Hugh Padgham, iba a producir el álbum, pero no fue requerido ya que Sting estaba contento con el trabajo realizado por Kipper. El álbum fue grabado en varios estudios de Europa.
El video musical de la canción principal es una parodia de los comerciales de lejía (lavandina) y anuncia la marca "Brand new 'Day Ultra'". En la canción "Brand New Day" participa Stevie Wonder en armónica.

## Lista de canciones
Todas las canciones escritas y compuestas por Sting, excepto donde se indica. 
| Brand New Day |                                               |               |          |  |
| N.º           | Título                                        | Escritor(es)  | Duración |  |
| 1.            | «A Thousand Years»                            | Sting, Kipper | 5:58     |  |
| 2.            | «Desert Rose» (con Cheb Mami)                 |               | 4:45     |  |
| 3.            | «Big Lie, Small World» (con David Hartley)    |               | 5:05     |  |
| 4.            | «After the Rain Has Fallen»                   |               | 5:03     |  |
| 5.            | «Perfect Love...Gone Wrong» (con Sté Strausz) |               | 5:24     |  |
| 6.            | «Tomorrow We'll See» (con David Hartley)      |               | 4:47     |  |
| 7.            | «Prelude to the End of the Game»              |               | 0:20     |  |
| 8.            | «Fill Her Up» (con James Taylor)              |               | 5:39     |  |
| 9.            | «Ghost Story»                                 |               | 5:29     |  |
| 10.           | «Brand New Day» (con Stevie Wonder)           |               | 6:19     |  |

## Personal
- Sting - voz, bajo, guitarra
- Kipper - programación, teclados
- Dominic Miller - guitarras
- Manu Katché, Vinnie Colaiuta - batería
- Jason Rebello - piano, clavinet
- Chris Botti - trompeta
- Stevie Wonder - armónica (pista 10)
- James Taylor - voz, guitarra acústica (pista 8)
- Cheb Mami - voz (pista 2)
- Branford Marsalis - clarinete
- Mino Cinelu - percusión
- David Hartley - arreglos y dirección de cuerdas (pistas 3 y 6), órgano Hammond
- B. J. Cole - pedal steel guitar
- Kathryn Tickell - gaitas de Northumbria, violín
- Don Blackman - órgano de Hammond
- Sté Strausz - rap en francés (pista 5)
- Gavyn Wright - cuerda líder (pistas 3 y 6)
- Joe Méndez, Janice Pendarvis, Althea Rodgers, Marlon Saunders, Veneese Thomas, Darryl Tookes, Ken Williams, Pamela Quinlan, Tawatha Agee, Dennis Collins - coros
- Ettamri Mustapha - tambor darbouka
- Farhat Bouallagui - arreglo de cuerdas (pista 2)
- Moulay Ahmed, Kouider Berkan, Salem Bnouni, Sameh catalán - cuerdas

### Personal técnico
- Sting, Kipper - producción
- Simon Osborne, Neil Dorfsman, Geoff Foster, Chris Blair - Ingenieros
- Olaf Heine, Carter Smith - fotografía
- Richard Frankel - diseño del tapa